# John Francis O'Hara
John Francis O'Hara (Ann Arbor, 1º maggio 1888 – Filadelfia, 28 agosto 1960) è stato un cardinale e arcivescovo cattolico statunitense.

## Biografia
Nacque a Ann Arbor il 1º maggio 1888: entrò nella Congregazione di Santa Croce l'8 agosto 1912 ed emise la sua professione dei voti perpetui il 14 settembre 1914. Nel 1939 venne consacrato vescovo dal cardinale Francis Spellman: già vescovo ausiliare del vicariato castrense, fu vescovo di Buffalo (dal 1945) e poi arcivescovo di Filadelfia (dal 1951).
Papa Giovanni XXIII, nel concistoro del 15 dicembre 1958, lo creò cardinale del titolo dei Santi Andrea e Gregorio.
Morì il 28 agosto 1960 all'età di 72 anni.

## Genealogia episcopale e successione apostolica
La genealogia episcopale è:
- Cardinale Scipione Rebiba
- Cardinale Giulio Antonio Santori
- Cardinale Girolamo Bernerio, O.P.
- Arcivescovo Galeazzo Sanvitale
- Cardinale Ludovico Ludovisi
- Cardinale Luigi Caetani
- Cardinale Ulderico Carpegna
- Cardinale Paluzzo Paluzzi Altieri degli Albertoni
- Papa Benedetto XIII
- Papa Benedetto XIV
- Papa Clemente XIII
- Cardinale Marcantonio Colonna
- Cardinale Giacinto Sigismondo Gerdil, B.
- Cardinale Giulio Maria della Somaglia
- Cardinale Carlo Odescalchi, S.I.
- Cardinale Costantino Patrizi Naro
- Cardinale Lucido Maria Parocchi
- Papa Pio X
- Papa Benedetto XV
- Papa Pio XII
- Cardinale Francis Joseph Spellman
- Cardinale John Francis O'Hara, C.S.C.

La successione apostolica è:
- Arcivescovo Lawrence Leo Graner, C.S.C. (1947)
- Vescovo Hubert James Cartwright (1956)
- Vescovo Francis Joseph McSorley, O.M.I. (1958)